# Hypsiglena
Hypsiglena är ett släkte av ormar som ingår i familjen snokar. Släktet tillhör underfamiljen Dipsadinae som ibland listas som familj.
Vuxna exemplar är med en längd mindre än 75 cm små ormar. De förekommer i Nordamerika och Centralamerika. Individerna föredrar torra och klippiga landskap men de hittas även i andra habitat. Födan utgörs främst av ödlor som ibland kompletteras med mindre ormar eller små däggdjur. Honor lägger ägg.
Arter enligt Catalogue of Life:
- Hypsiglena tanzeri
- Hypsiglena torquata

The Reptile Database listar dessutom:
- Hypsiglena affinis
- Hypsiglena catalinae
- Hypsiglena chlorophaea
- Hypsiglena jani
- Hypsiglena ochrorhynchus
- Hypsiglena slevini
- Hypsiglena unaocularus